# Maniów (Basses-Carpates)
Pour les articles homonymes, voir Maniów.
Maniów est une localité polonaise de la gmina de Komańcza, située dans le powiat de Sanok en voïvodie des Basses-Carpates.